# Ürgüp
Ürgüp (în greacă Προκόπιο, transliterat: Prokópio, în greacă capadociană: Προκόπι (Prokópi), în turcă otomană Burgut Kalesi) este un oraș și district din provincia Nevșehir, regiunea Anatolia Centrală, Turcia. El se află în regiunea istorică Cappadocia și în apropierea bisericilor săpate în stâncă din Göreme. Potrivit recensământului din 2010, populația districtului este de 34.372 de locuitori, dintre care 18.631 de locuitori trăiesc în orașul Ürgüp. Districtul are o suprafață de 563 km2 și orașul se află la o altitudine medie de 1.043 m.
Cappadocia este una dintre cele principalele regiuni producătoare de vinuri din Turcia, având centrul economic la Ürgüp. Celebra vinărie Turasan furnizează 60% din vinurile din Cappadocia și oferă tururi gratuite și degustări în crama sa sculptată în stâncă.

## Istoric
În timpul Războiului Ruso-Turc (1710-1711), un tânăr din armata lui Petru cel Mare fost luat prizonier și apoi vândut ca sclav comandantului cavaleriei otomane, ajungând la Ürgüp. El a ajuns cunoscut mai târziu ca Sf. Ioan Rusul.

## Relații internaționale

### Orașe înfrățite
Ürgüp este înfrățit cu următoarele orașe: 
- Larisa, Grecia (din 1996)[7]
- Kireas, Grecia (din 2004)[7]

## Legături externe
- tr  District governor's official website
- tr  District municipality's official website
- Map of Ürgüp district
- St George and the dragon
- Administrative map of Ürgüp district
- Hundreds of pictures of Ürgüp